# Neil Pettit
Neil Pettit (ur. 26 kwietnia 1993) – południowoafrykański żużlowiec.

## Życiorys
Złoty medalista indywidualnych mistrzostw Republiki Południowej Afryki juniorów (2007). Trzykrotny złoty medalista indywidualnych mistrzostw Republiki Południowej Afryki (2009, 2011, 2012).